# Maude (Victoria)
Pour les articles homonymes, voir Maude.
Maude est un township de l'État de Victoria en Australie, près de Geelong, au sud-ouest de Melbourne.

## Historique
Son bureau de poste a ouvert en 1862 et fermé en 1951.